# Mesnali
Mesnali este o localitate din comuna Ringsaker, provincia Hedmark, Norvegia, cu o suprafață de 0,6 km² și o populație de 402 locuitori (2013).